# Boxe aux Jeux méditerranéens de 1987
Navigation
Édition précédente Édition suivante
Les compétitions de boxe anglaise de la 10e édition des Jeux méditerranéens se sont déroulées du 11 au 25 septembre 1987 à Lattaquié, Syrie.

## Résultats

### Podiums
| Catégories                    | Or                   | Argent             | Bronze                               |
| Poids mi-mouches (-48 kg)     | Mohamed Haddad       | Dragan Zivadinovic | Salvatore Todisco Galip Aktas        |
| Poids mouches (-51 kg)        | Hamed Halbouni       | Miloud el-Mouchi   | Vedat Tutuk Safedin Dalijevski       |
| Poids coqs (-54 kg)           | Redouane Handassi    | Hammadi Chergui    | Fabrizio Cappai Altan Angin          |
| Poids plumes (-57 kg)         | Abdelhak Achik       | Luigi Quitadamo    | Mohamed Soltani Mohamed Alomar       |
| Poids légers (-60 kg)         | Mayen Khanji         | Azeddine Said      | Attila Arslan Afrim Majanci          |
| Poids super-légers (-63,5 kg) | Vukasin Dobrasinovic | Michele Caldarella | Manuel Sierra Ali Citak              |
| Poids welters (-67 kg)        | Agim Ljatifi         | Faouzi Hattab      | Hasan Ozdemir Khemais Refai          |
| Poids super-welters (-71 kg)  | Noureddine Meziane   | Fatmir Makoli      | Stefano Pompilio Fikret Kaman        |
| Poids moyens (-75 kg)         | Raouf Harbi          | Ahmed Dine         | Michele Mastrodonato Hussein Kordija |
| Poids mi-lourds (-81 kg)      | Damir Škaro          | Andrea Magi        | Jamiel Nabhan Lofti Canbakis         |
| Poids lourds (-91 kg)         | Mohamed Bouchiche    | Luigi Gaudiano     | Jose Ortega Georgios Stefanopoulos   |
| Poids super-lourds (+91 kg)   | Aziz Salihu          | Mohamed Toubi      | Maymoun al-Cheikh Erdal Sarikas      |

### Tableau des médailles
| Place | Pays              | Médaille d'or | Médaille d'argent | Médaille de bronze | Total |
| ----- | ----------------- | ------------- | ----------------- | ------------------ | ----- |
| 1     | Yougoslavie       | 4             | 2                 | 2                  | 8     |
| 2     | Égypte            | 3             | 0                 | 4                  | 7     |
| 3     | Algérie           | 2             | 2                 | 0                  | 4     |
| 3     | Maroc             | 2             | 2                 | 0                  | 4     |
| 5     | Tunisie           | 1             | 1                 | 2                  | 4     |
| 6     | Italie            | 0             | 4                 | 4                  | 8     |
| 7     | France            | 0             | 1                 | 0                  | 1     |
| 8     | Turquie           | 0             | 0                 | 9                  | 9     |
| 9     | Espagne           | 0             | 0                 | 2                  | 2     |
| 10    | Grèce             | 0             | 0                 | 1                  | 1     |
| Total | 10 pays médaillés | 12            | 12                | 24                 | 48    |